# Arfa (Hiszpania)
Arfa – miejscowość w Hiszpanii, w Katalonii, w prowincji Lleida, w comarce Alt Urgell, w gminie Ribera d’Urgellet.
Według danych INE w 2020 roku liczyła 142 mieszkańców – 79 mężczyzn i 63 kobiety. 